# Chase (倖田來未單曲)
『Chase』為日本歌手倖田來未於2004年7月28日發行的12nd單曲。

## 發行版本
- CD ONLY

## 曲目
1. Chase
作詞：原一博・倖田來未 / 作曲：原一博
朝日電視台「さまぁ〜ずと優香の怪しい××貸しちゃうのかよ!!」片尾曲。
感情表達使用顔文字。
2. Heat feat.MEGARYU
作詞：Jewels・倖田來未・MEGA-HORN / 作曲：今井大介
與MEGARYU合作。
3. Chase （Instrumental）
4. Heat feat.MEGARYU （Instrumental）